# Hohenstaufen
Hohenstaufen, poznata i kao Staufen, njemačka vladarska obitelj koja je vladala vojvodinom Švapskom, Svetim Rimskim Carstvom i Kraljevstvom Sicilije. Ime je dobila po zamku Hohenstaufen u Württembergu. Poznati su i kao švapska dinastija. Bili su u dugogodišnjem sukobu s njemačkom velikaškom obitelji Welf iz čega je, u Italiji nastao sukob između carevih i papinih pristša, poznat kao sukob gvelfa i gibelina.

## Povijest dinastije
Rodonačelnik obitelji je švapski vitez Fridrik von Büren, koji je živio u prvoj polovici 11. stoljeća.
Uspon obiteljske moći započeo je u vrijeme njemačkog cara Henrika IV. Salijskog (1056. – 1106.), koji je dao vojvodinu Švapsku svom zetu Fridriku I. von Staufen (1079. – 1105.) oženjenom Agnezom Njemačkom. Unatoč uvođenju u vlast nad vojvodstvom, Fridrik I. je vladao samo sjevernim dijelovima zemlje, jer je ostatak Švapske držao pod svojom vlašću Bertolda I. od Rheinfeldena, sina bivšeg vojvode Rudolfa († 1080.), kojeg je 1079. svrgnuo s časti car Henrik IV. Nakon što se Bertold I. povukao iz sukoba, borbu protiv Hohenstaufenovaca preuzeo je vojvoda Bertold II. od Zähringena, kojemu je vojnu pomoć pružio Welf IV. Sukob je završen 1098. godine kada je Bertold II. priznao naslov švapskog vojvode Fridriku I. Štaufenu, a sam je dobio naslov oko 1100. godine vojvode od Zähringena.
Stariji Fridrikov sin Fridrik II. naslijedio je oca 1105. godine na vojvodskom prijestolju, dok je mlađi sin Konrad Štaufen postao njemački kralj 1138. godine. Njegov izbor za kralja nije htio priznati bavarski vojvoda Henrik Ponosni, zbog čega je izbio dugotrajni sukob između Welfa i Hohenstaufenovaca.
Obitelj je najveći uspon doživjela za vladavine Konradovog nećaka Fridrika III. Švapskog koji je vladao kao njemački car pod imenom Fridrik I. Barbarossa (1152. – 1190.). Fridrik I. dugo se borio kako bi obnovio vladarsku moć u Njemačkoj, ali nailazio je na veliki otpor njemačkog plemstva. Njegovi pokušaji da stabilizira svoju vlast nad Italijom, također su nailazili na otpor te se s vremenom na tom području formirala papinska stranka, pod zaštitom dinastije Welfa (gvelfi) i procarska struja prozvana gibelini po obiteljskom zamku Wibellingen (danas Wibellingen). Njegov sin i nasljednik Henrik VI. (1191. – 1197.) je ženidbom s Konstancom od Hauteville 1184. godine stekao Kraljevstvo Sicilije.
Za vladavine kralja i cara Fridrika II. Hohenstaufena (1208.[1220.]-1250.) nastavio se sukob s Welfima, koje je Fridrik I. lišio vlasti nad Bavarskom i Saskom, jer je dio njemačkog plemstva izabrao za kralja Otona od Braunschweiga iz kuće Welfa za njemačkog kralja i cara.
Fridrik II. premjestio je sjedište obitelji iz Njemačke na područje Južne Italije i Sicilije, gdje je promicao kulturu i znanost. Tijekom vladavine okrunio je svoga sina, Henrika za kralja i cara, ali on je umro za očeva života 1242. godine, zbog čega je kraljem Njemačke i Sicilije proglasio mlađeg sina Konrada IV.
Dinastija je utrnula smrću Konrdova sina Konradina koji je zarobljen i pogubljen u Napulju 1268. godine. Posljednji živući pripadnik dinastije Hohenstaufen bio je Fridrikov nezakoniti sin Enzio, kojeg je otac postavio na sardinsko prijestolje, no umro je 1272. godine bez muškog nasljednika.

## Vladari iz dinastije Hohenstaufen

### Njemački carevi i kraljevi
- Konrad III., kralj 1138. – 1152.
- Fridrik I. Barbarossa, kralj 1152. – 1190., car od 1155.
- Henrik VI., kralj 1190. – 1197., car od 1191.
- Filip Švapski, kralj 1198. – 1208.
- Fridrik II., kralj 1208. – 1250., car od 1220.
- Henrik (VII.) Njemački, kralj 1220. – 1235. (za vladavine oca, cara Fridrika II.)
- Konrad IV., kralj 1237. – 1254. (do 1250. suvladar cara Fridrika II.)

### Kraljevi Italije
- Konrad III. 1128. – 1135.
- Fridrik I. Barbarossa 1154. – 1190.
- Henrik VI. 1191. – 1197.

### Sicilski kraljevi
- Henrik I. 1194. – 1197.
- Fridrik I. 1198. – 1250.
- Henrik II. 1212. – 1217. (suvladar oca Fridrika II.)
- Konrad I. 1250. – 1254.
- Konrad II. Mlađi 1254. – 1258./1268.
- Manfred Tarantski 1258. – 1266.

### Švapski vojvode
- Fridrik I. Švapski (1079. – 1105.)
- Fridrik II. Švapski (1105. – 1147.)
- Fridrik III. Švapski (1147. – 1152.), kralj od 1152. i car od 1155.
- Fridrik IV. Švapski (1152. – 1167.)
- Fridrik V. Švapski (1167. – 1170.)
- Fridrik VI. Švapski (1170. – 1191.)
- Konrad II. Švapski (1191. – 1196.)
- Filip Švapski (1196. – 1208.), kralj od 1198.
- Fridrik VII. Švapski (1212. – 1216.), kralj od 1212. i car od 1220.
- Henrik II. Švapski (1216–1235), kralj 1220. – 1235.
- Konrad III. Švapski (1235. – 1254.) kralj od 1237.
- Konrad IV. Švapski (Konradin) (1254. – 1268.)